# 男子T20世界杯
有关50人制世界杯，请参阅板球世界杯。有关女子50人制世界杯，请参阅女子T20世界杯。
ICC男子T20世界杯，前身为ICC世界二十20，是由国际板球理事会（ICC）主办的二十20国际板球（T20I）格式的国际板球世界杯赛事。赛事最早于2007年到2009年间的每个奇数年举办，并且自2010年起改为每个偶数年举办，唯一的例外是2018年和2020年。在2018年，该赛事从世界二十20更名为男子T20世界杯。
2011年，赛事提前至2010年举办，以取代ICC冠军奖杯。2016年5月，ICC提出在2018年举办赛事，南非可能成为主办国，但后来由于当年有多个双边板球赛事，ICC取消了这一计划。原定于2020年在澳大利亚举行的赛事，由于2019冠状病毒病大流行推迟到2021年举行，主办地改为印度。2021 Men's T20 World Cup赛事最终因印度的疫情问题，改至阿联酋和阿曼举办，且与上一届（2016年）赛事相隔五年。
截至2024年，共举办了九届赛事，共有24支队伍参赛，六支国家队获得过T20世界杯的冠军。目前，西印度群岛（2012年，2016年）、英格兰（2010年，2022年）和印度（2007年，2024年）各获得两次冠军。巴基斯坦（2009年）、斯里兰卡（2014年）和澳大利亚（2021年）分别获得一次冠军。共有15个国家主办过此赛事（包括6个西印度群岛岛国）。印度目前是卫冕冠军，赢得了第二个冠军（2024年）。下一届赛事将于2026年在印度和斯里兰卡举行。

## 历史

### 背景
当Benson & Hedges Cup于2002年结束时，英格兰和威尔士板球委员会（ECB）寻求推出另一项板球比赛，以吸引年轻一代观众，以应对观众减少和赞助商减少的问题。ECB希望提供一种快速、激动人心的板球比赛，吸引那些对长格式比赛失去兴趣的球迷。 Stuart Robertson（ECB的市场经理）在2001年向各县主席提议采用每局20个球的比赛形式，最终他们以11票对7票通过了这一提议。 2003年6月13日，英格兰的县队之间进行了首场官方二十20比赛，成为T20 Blast赛事的首个赛季。 英格兰的首个T20赛季相对成功，萨里在决赛中以9个门击败沃里克郡，夺得冠军。 2004年7月15日，劳德板球场举行了首场T20比赛，由米德尔塞克斯与萨里对阵，吸引了27,509名观众，创下自1983年以来该场地所有县级比赛的最大观众人数。 2005年2月17日，澳大利亚在奥克兰的伊登公园与新西兰进行首场男子国际T20比赛。

### 2007–2009年：初期阶段
首届比赛于2007年在南非举行，印度在决赛中击败巴基斯坦夺冠。 2007年12月，决定举办一场资格赛，以20球的比赛形式更好地为各队做准备。 2009年比赛在英格兰举行，巴基斯坦在决赛中击败斯里兰卡夺冠。

### 2010年：过渡到偶数年份
第三届比赛被提前至2010年举行，取代了原定于2011年举办的ICC冠军奖杯。这一调整是因为原定于2008年由巴基斯坦举办的2009年ICC冠军奖杯由于安全问题推迟并转移至南非。此后，冠军奖杯变成了四年一度的比赛。 第三届世界二十20于2010年5月在西印度群岛举行，英格兰在决赛中以7个门击败澳大利亚，赢得冠军。 2012年比赛在斯里兰卡举行，西印度群岛在决赛中击败斯里兰卡夺冠。

### 2014年：扩展至16队
2012年的比赛原计划扩展为16支参赛队伍，但最后又恢复为12支队伍。 2014年比赛在孟加拉国举行，首次有16支队伍参赛，包含所有10个完全成员和6个附属成员，它们通过2013年资格赛晋级。 斯里兰卡在2014年比赛中夺冠，决赛中击败印度。 2016年比赛在印度举行，西印度群岛赢得了第二个世界二十20冠军，决赛中击败了英格兰，成为首支赢得两次T20世界杯的队伍。

### 2018年：赛事取消与品牌重塑
2016年5月，国际板球理事会（ICC）提议在2018年举办世界二十20比赛，南非有可能成为东道主。 然而，由于顶级成员国忙于2018年多个双边板球赛事的安排，该提议随后被取消。  2018年11月，为了提升世界二十20赛事的影响力，ICC宣布从2020年起，赛事将重新命名为“T20世界杯”。

### 2020–2022年：COVID-19的影响
最初，澳大利亚计划于2020年举办男子和女子T20世界杯比赛。 然而，2020年7月，由于COVID-19大流行以及澳大利亚的国际旅行限制预计直到2021年才会解除，ICC宣布将2020年赛事推迟至2021年。 随后，ICC决定将赛事移至印度，并将澳大利亚的2022年赛事作为补偿。 由于印度COVID-19大流行的担忧，比赛改在阿联酋和阿曼的场馆举行，尽管印度仍是正式东道国。 2021年比赛由澳大利亚赢得，他们在决赛中击败新西兰，夺得了他们的首个T20世界杯冠军。 2022年比赛由英格兰赢得，他们在决赛中击败巴基斯坦，获得了第二个T20世界杯冠军。

### 2024年：扩展至20支队伍

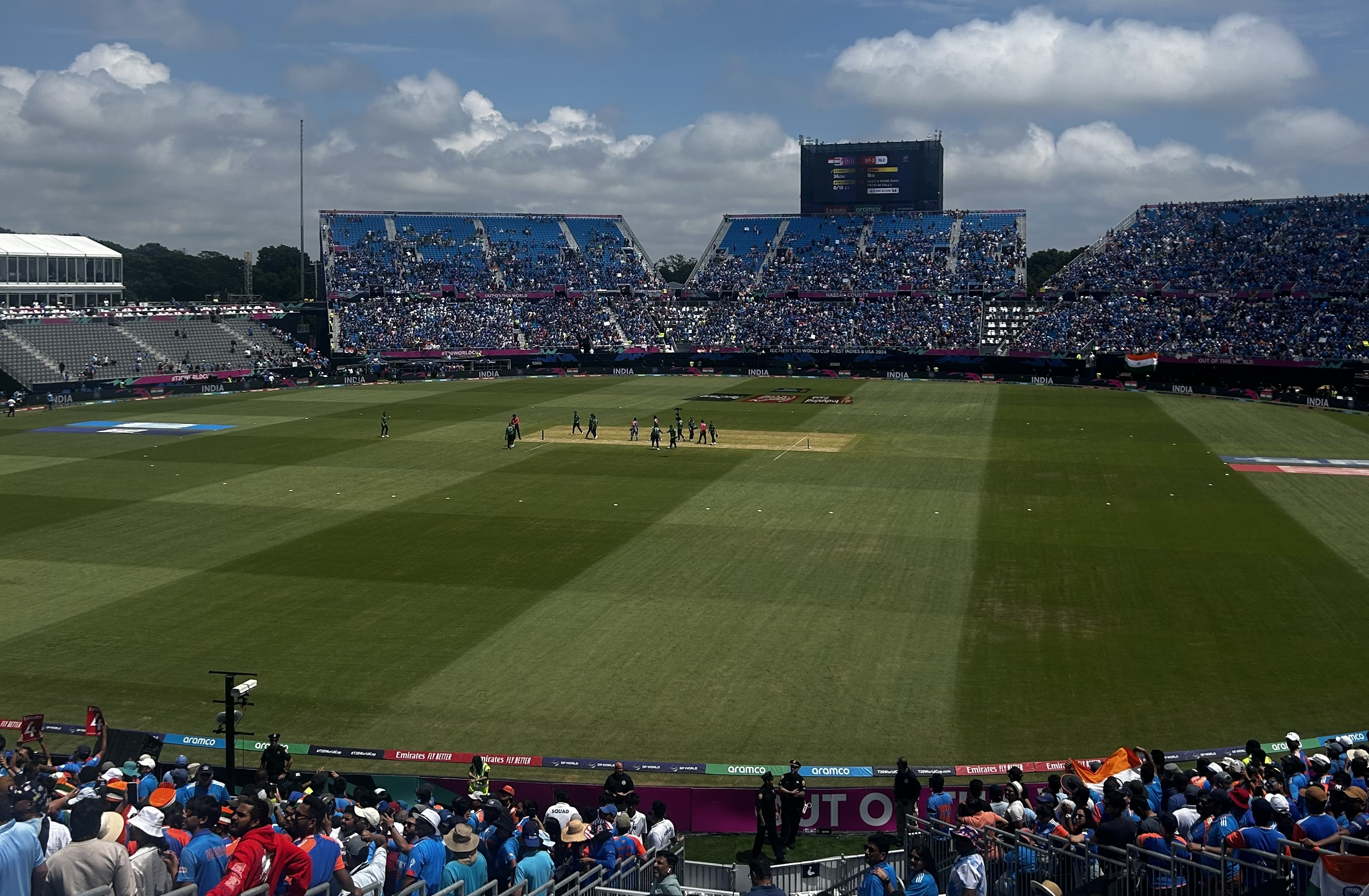
印度对爱尔兰，2024年比赛在拿骚县国际板球场举行。

2021年6月，国际板球理事会（ICC）宣布，男子T20世界杯将从2024年起扩展至20支队伍，分为四个小组，每组5支队伍。每个小组前两名将晋级到超级8阶段。 2015年12月，国际板球理事会全球发展负责人Tim Anderson建议，将来可以由美国主办一次T20世界杯。他认为，举办赛事能够促进美国板球的发展，因为该国板球相对冷门，并且面临着如棒球等其他运动的竞争。 2020年，美国和西印度群岛表示有兴趣联合主办一次T20世界杯， 2024年T20世界杯最终由西印度群岛和美国联合主办。这是美国首次主办国际板球理事会的重大赛事。 在决赛中，印度击败南非，时隔17年再次赢得T20世界杯冠军。

### 2026年：中立场地安排
2024年12月，印度板球控制委员会（BCCI）与巴基斯坦板球委员会（PCB）达成协议，ICC确认在2024–2027 ICC赛事周期中，任何涉及印度或巴基斯坦的比赛，在印度或巴基斯坦主办的ICC赛事中，将会在中立场地举行，其中包括即将在印度和斯里兰卡联合主办的2026年比赛。

## 主办国
ICC的执行委员会会在审议各国的申请后，投票决定谁将主办赛事。自2007年南非首度主办以来，赛事分别由英格兰、西印度群岛、斯里兰卡、孟加拉国和印度在2010年、2012年、2014年和2016年主办。 之后澳大利亚原定于2020年主办赛事，但因COVID-19疫情推迟至2021年，并移至印度和阿联酋与阿曼联合举办。 2022年赛事由澳大利亚主办。 2021年11月，在2024–2031男子赛事周期的一部分中， ICC确认了未来四届男子T20世界杯的主办国，从2024年到2030年。 2024年由西印度群岛和美国联合主办， 印度和斯里兰卡将联合主办2026年赛事，澳大利亚和新西兰将主办2028年赛事，2030年赛事将由英格兰、威尔士、爱尔兰和苏格兰联合主办。
| 地区       | 年份 | 主办机构                                         | 主办国/地区                 |
| ---------- | ---- | ------------------------------------------------ | --------------------------- |
| 非洲       | 2007 | 南非板球                                         | 南非                        |
| 美洲       | 2010 | 西印度群岛板球                                   | 西印度群岛                  |
| 美洲       | 2024 | 西印度群岛板球 美国板球                          | 西印度群岛 美国             |
| 亚洲       | 2012 | 斯里兰卡板球                                     | 斯里兰卡                    |
| 亚洲       | 2014 | 孟加拉国板球                                     | 孟加拉国                    |
| 亚洲       | 2016 | 印度板球                                         | 印度                        |
| 亚洲       | 2021 | 印度板球                                         | 阿联酋 阿曼                 |
| 亚洲       | 2026 | 印度板球 [[:en:Sri_Lanka_Cricket\|斯里兰卡板球]] | 印度 斯里兰卡               |
| 东亚太平洋 | 2022 | 澳大利亚板球                                     | 澳大利亚                    |
| 东亚太平洋 | 2028 | 澳大利亚板球 新西兰板球                          | 澳大利亚 新西兰             |
| 欧洲       | 2009 | 英格兰和威尔士板球                               | 英格兰                      |
| 欧洲       | 2030 | 英格兰和威尔士板球 苏格兰板球                    | 英格兰 威尔士 爱尔兰 苏格兰 |

## 格式

### 资格赛
所有ICC正式会员自动获得比赛资格，其余名额由其他ICC会员通过资格赛获得。 首届比赛的资格来自World Cricket League的首个周期的成绩，这是一个为ICC协会会员和附属会员举办的50轮比赛。2007 WCL Division One比赛的两名决赛队伍，肯尼亚和苏格兰，获得了当年世界T20的资格。 为第二届比赛实施了单独的资格赛，并且这种方式一直保留到2022年。通过世界T20资格赛晋级的队伍数量不等，2009年为2支队伍， 2010年为2支队伍， 2012年为2支队伍， 2014年为6支队伍， 2016年为6支队伍， 2021年为6支队伍， 2022年为4支队伍（A组和B组）。 直到2016年，队伍通过WCL晋级T20世界赛资格赛。自WCL被新的CWC资格赛过程取代后，2019年推出了新的区域资格赛。 直到2022年，区域资格赛的队伍通过T20世界赛资格赛晋级，并获得T20世界赛资格。随着比赛扩展至20支队伍，区域资格赛的获胜者将根据区域配额直接晋级T20世界赛。

### 比赛
T20世界杯分为三个阶段。预赛阶段或小组赛阶段由2个小组（2014–2022年）或4个小组（2007–2012年；2024年至今）采用循环赛的形式进行。第二轮称为超级8（2007–2012年；2024年至今）、超级10（2014–2016年）和超级12（2021–2022年），同样由2个小组采用循环赛的形式进行。在预赛阶段和超级阶段中，队伍的排名依据以下标准：1) 积分；2) 胜场数；3) Net run rate（净得分率）；4) 平分的队伍之间比赛结果；5) 预选阶段的种子排位和超级阶段的T20I排名。 第三轮是由四支队伍组成的淘汰赛阶段。 如果发生平局（即两支队伍在各自的局结束时得分相同），则通过Super Over决出胜负。如果在超级加时赛中再次平局，将继续进行超级加时赛，直到决出胜者为止。在2019年之前，比赛会通过得分更多界外球的队伍获胜来决定。 在2007年比赛期间，采用了保龄球出局来决定平局比赛的输方。
| #  | 年份 | 队伍                              | 比赛数 | 预赛阶段                    | 超级阶段                               | 决赛阶段                  |
| -- | ---- | --------------------------------- | ------ | --------------------------- | -------------------------------------- | ------------------------- |
| 1  | 2007 | 12                                | 27     | 4个小组，每组3队： 12场比赛 | 超级8阶段 2个小组，每组4队： 12场比赛  | 淘汰赛，4支队伍： 3场比赛 |
| 2  | 2009 | 12                                | 27     | 4个小组，每组3队： 12场比赛 | 超级8阶段 2个小组，每组4队： 12场比赛  | 淘汰赛，4支队伍： 3场比赛 |
| 3  | 2010 | 12                                | 27     | 4个小组，每组3队： 12场比赛 | 超级8阶段 2个小组，每组4队： 12场比赛  | 淘汰赛，4支队伍： 3场比赛 |
| 4  | 2012 | 12                                | 27     | 4个小组，每组3队： 12场比赛 | 超级8阶段 2个小组，每组4队： 12场比赛  | 淘汰赛，4支队伍： 3场比赛 |
| 5  | 2014 | 16 (8支队伍直接进入超级10/12阶段) | 35     | 2个小组，每组4队： 12场比赛 | 超级10阶段 2个小组，每组5队： 20场比赛 | 淘汰赛，4支队伍： 3场比赛 |
| 6  | 2016 | 16 (8支队伍直接进入超级10/12阶段) | 35     | 2个小组，每组4队： 12场比赛 | 超级10阶段 2个小组，每组5队： 20场比赛 | 淘汰赛，4支队伍： 3场比赛 |
| 7  | 2021 | 16 (8支队伍直接进入超级10/12阶段) | 45     | 2个小组，每组4队： 12场比赛 | 超级12阶段 2个小组，每组6队： 30场比赛 | 淘汰赛，4支队伍： 3场比赛 |
| 8  | 2022 | 16 (8支队伍直接进入超级10/12阶段) | 45     | 2个小组，每组4队： 12场比赛 | 超级12阶段 2个小组，每组6队： 30场比赛 | 淘汰赛，4支队伍： 3场比赛 |
| 9  | 2024 | 20                                | 55     | 4个小组，每组5队： 40场比赛 | 超级8阶段 2个小组，每组4队： 12场比赛  | 淘汰赛，4支队伍： 3场比赛 |
| 10 | 2026 | 20                                | 55     | 4个小组，每组5队： 40场比赛 | 超级8阶段 2个小组，每组4队： 12场比赛  | 淘汰赛，4支队伍： 3场比赛 |

## 奖杯

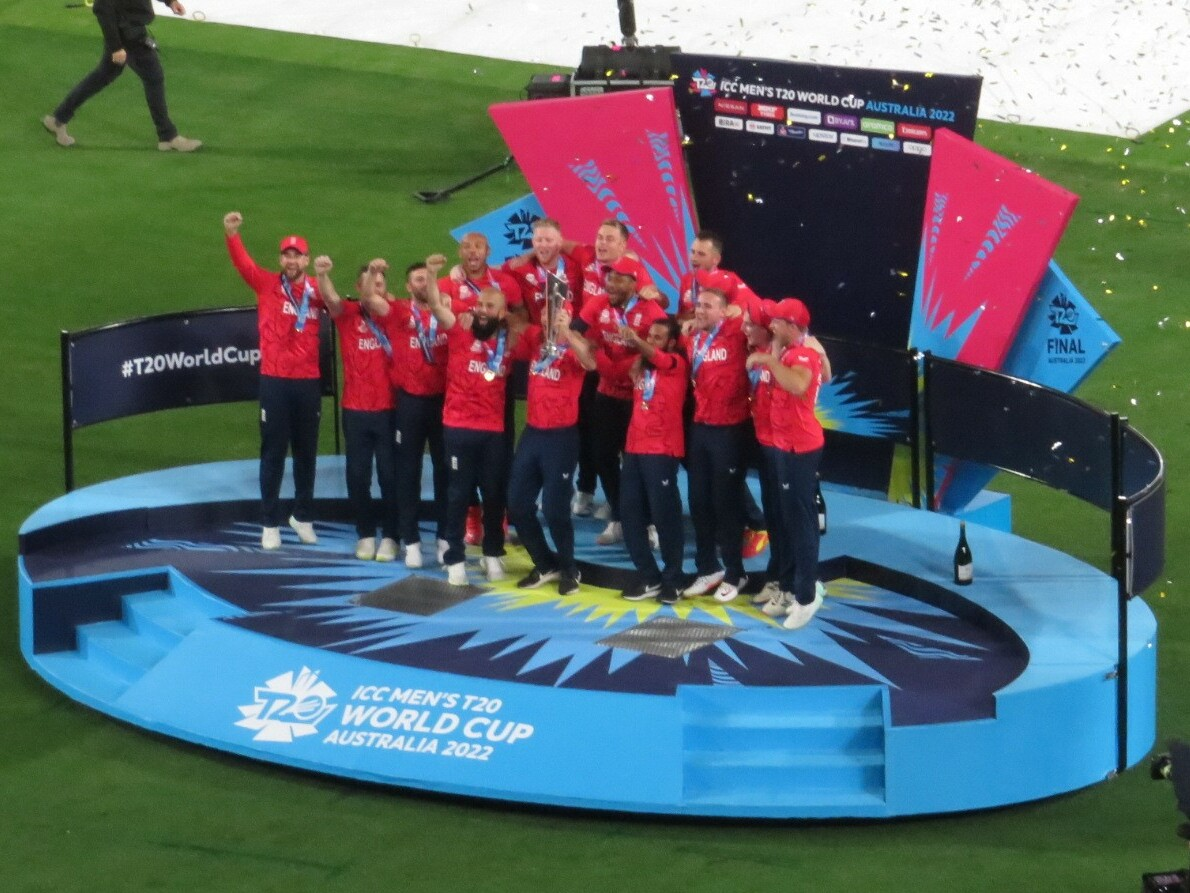
英格兰球员举起奖杯庆祝在2022年决赛中击败巴基斯坦夺冠。

ICC男子T20世界杯奖杯颁发给决赛的冠军队伍。奖杯由银和铑制成，重约12（26磅），高57.15 cm（22.50英寸），顶部宽16.5 cm（6.5英寸），底部宽13.97 cm（5.50英寸）。 该奖杯于2007年由位于昆士兰的Minale Bryce Design Strategy设计。 奖杯最初由印度的Amit Pabuwal制造， 然后在2012年，Links of London成为奖杯的制造商。 2021年，托马斯·莱特成为奖杯的正式制造商。

## 观众人数

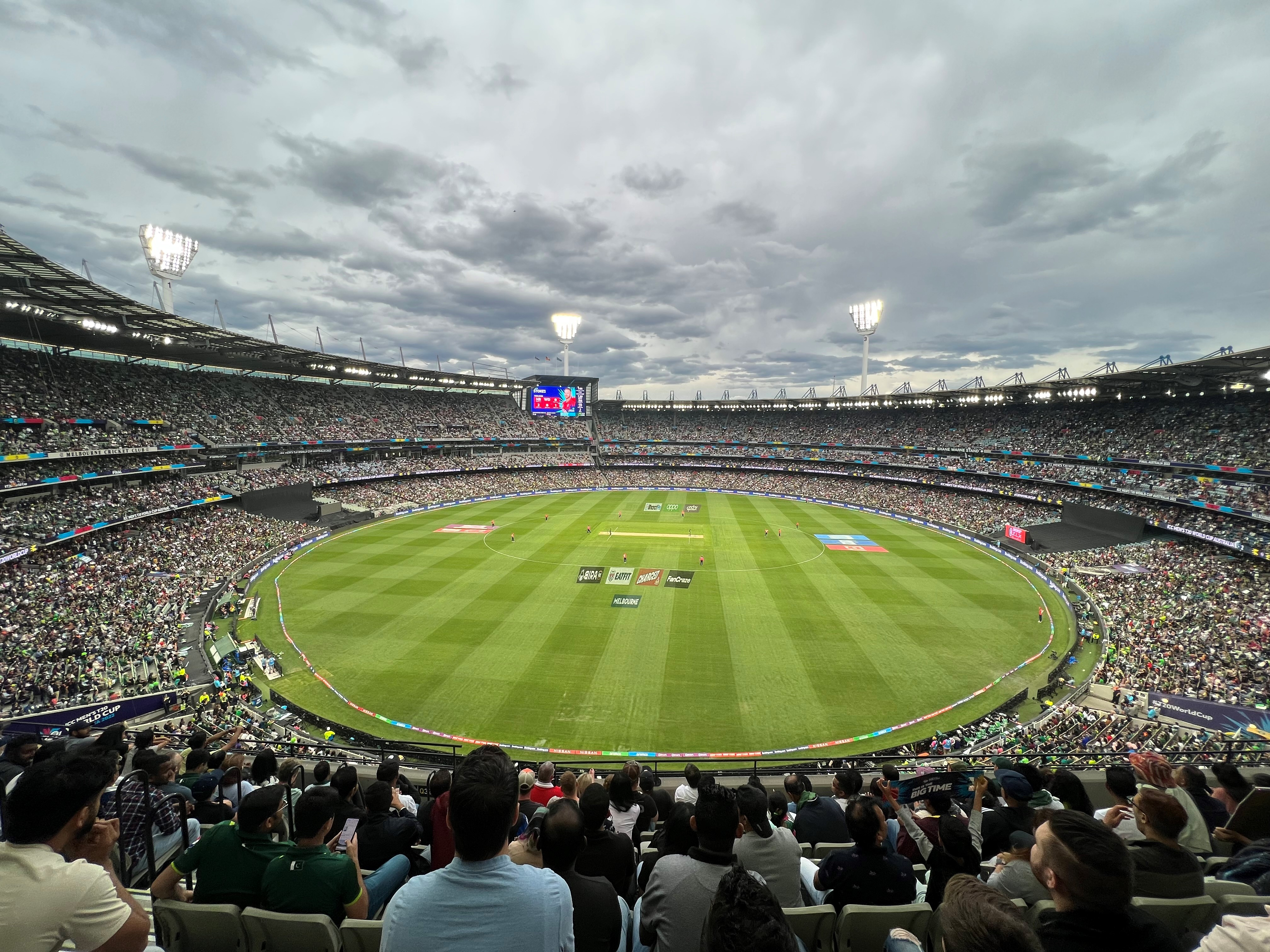
80,428名观众出席了2022年决赛，比赛在MCG举行。

| 年份 | 总观众人数 |               |
| ---- | ---------- | ------------- |
| 2021 | 378,895    | [ 53 ]        |
| 2022 | 751,775    | [ 54 ]        |
| 2024 | 1,225,097  | [ 55 ] [ 56 ] |

## 总结
截至2024年赛事，共有24个国家参加过T20世界杯。9支队伍参加了每届赛事，其中6支队伍赢得了冠军。西印度群岛、英格兰和印度每队各赢得了两次冠军，而巴基斯坦、斯里兰卡和澳大利亚各赢得过一次冠军。 斯里兰卡、英格兰、巴基斯坦和印度均有3次进入决赛，而巴基斯坦也有6次进入半决赛。 非测试国家中，非测试成员国最好的成绩是美国在2024年进入超级8阶段， 而测试成员国中的最差成绩是津巴布韦在2022年进入超级12阶段。
没有队伍曾在主办国夺冠；主办国最好的成绩是斯里兰卡在2012年获得亚军。没有冠军队伍曾在下一届赛事中卫冕；最好的卫冕成绩是巴基斯坦、西印度群岛和英格兰分别在2010年、2014年和2024年进入半决赛。肯辛顿球场（位于布里奇顿，巴巴多斯）是唯一一个举办过多次决赛的场馆（2010年和2024年）。 所有测试成员国都在首届赛事中亮相，唯一例外的是爱尔兰和阿富汗分别在2009年和2010年首次参赛。肯尼亚和苏格兰是首届赛事中唯一参与的非测试成员国。

## 纪录

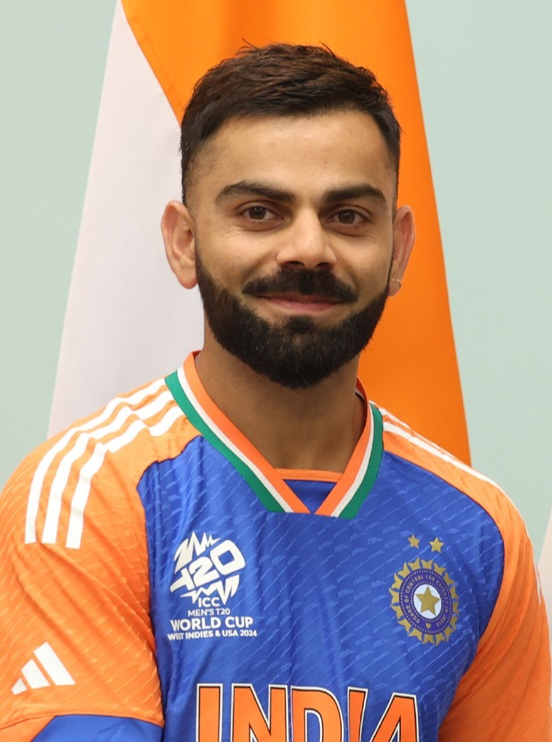
前印度队长维拉特·科利在T20世界杯中得分最多（1,292分）、平均分最高（58.72）以及50+得分最多（15次）。

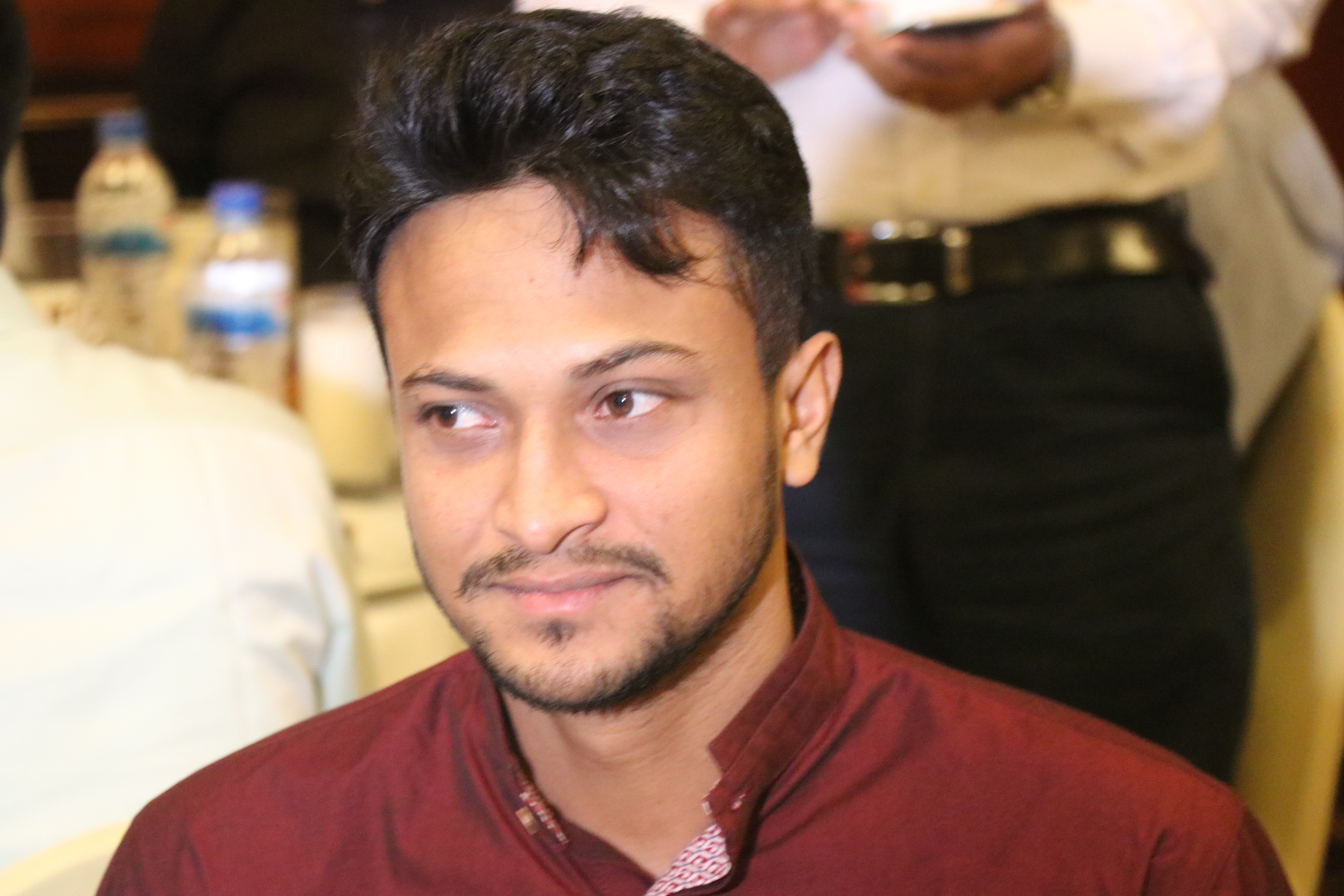
沙基布·阿尔·哈桑来自孟加拉国，持有T20世界杯最多的 wicket（50个）。

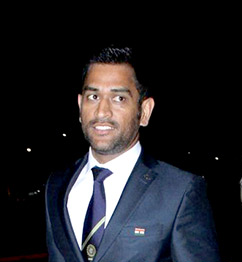
前印度队长多尼在T20世界杯中保持最多的守门员失误（32次）。

截至2024年比赛，前印度队长罗希特·夏尔马和沙基布·阿尔·哈桑来自孟加拉国是唯一参加过所有九届T20世界杯的球员。 罗希特·夏尔马还保持着T20世界杯比赛最多参赛的纪录（47场），而多尼保持着最多作为队长参与T20世界杯比赛的纪录（33场）。 维拉特·科利在T20世界杯中获得最多的比赛最佳球员奖（8次）。 巴巴多斯布里奇敦的肯辛顿球场举办了最多的T20世界杯比赛（20场）。 澳大利亚裁判罗德·塔克执法过最多的T20世界杯比赛（46场），而西蒙·陶费尔则执法过最多的T20世界杯决赛。 英格兰与南非在2016年创造了T20世界杯比赛最高总分459/12的纪录。 英格兰还保持着T20世界杯比赛中最高追分纪录，来自同一场比赛。印度在T20世界杯中的胜率最高（67.30%）。
前印度队长Virat Kohli保持着T20世界杯历史上得分最多的纪录（1,292分），在单届比赛中得分最多的纪录（2014年为319分）以及50+得分最多的纪录（15次）。 而来自西印度群岛的克里斯·盖尔保持着最多世纪的纪录（2次）。 Shakib Al Hasan还保持着最多的wicket纪录（50个），而来自阿富汗的法扎勒哈克·法鲁基和印度的阿什迪普·辛格共享单届比赛最多wicket的纪录（2024年为17个）。 帕特·卡明斯是唯一一位取得超过一次帽子戏法的球员，并在2024年取得了2次帽子戏法。 前印度队长多尼保持着最多守门员失误的纪录（32次），而澳大利亚的大卫·华纳保持着最多防守的纪录（25次）。 前西印度群岛队长达伦·萨米保持着作为队长获得最多T20世界杯冠军的纪录，而马龙·塞缪尔斯保持着最多决赛最佳球员奖的纪录（2012年和2016年均获得）。